# UEFAチャンピオンズリーグ 2011-12 グループリーグ
UEFAチャンピオンズリーグ 2011-12 グループリーグ (UEFA Champions League 2011–12 group stage)は、2011年9月13日から12月7日まで開催されるUEFAチャンピオンズリーグ2011-12 本戦の第1ステージである。予選プレーオフを勝ち抜いた10チームと、直接本戦出場権を獲得した22チームの計32チームで行われる。各グループを勝ち抜いた16チームが決勝トーナメントへ進出する。

## 抽選
UEFAランキングに基づいたシードにより4つの抽選ポットに分けられ、8グループに振り分けられる。なお、同一ポットや同一リーグからは同じグループに振り分けられない。
組み合わせ抽選会は、2011年8月25日にモナコのグリマルディ・フォーラムで行われた。
| ポット1            | ポット1  | ポット1 |
| チーム             | ポイント |         |
| ------------------ | -------- | ------- |
| バルセロナ         | 141.465  |         |
| マンチェスターU    | 151.157  |         |
| チェルシー         | 129.157  |         |
| バイエルン         | 118.887  |         |
| アーセナル         | 108.157  |         |
| レアル・マドリード | 103.408  |         |
| ポルト             | 100.319  |         |
| インテル           | 100.110  |         |

| ポット2      | ポット2  | ポット2 |
| チーム       | ポイント |         |
| ------------ | -------- | ------- |
| ミラン       | 94.110   |         |
| リヨン       | 92.735   |         |
| シャフタール | 87.776   |         |
| バレンシア   | 85.408   |         |
| ベンフィカ   | 81.319   |         |
| ビジャレアル | 75.465   |         |
| CSKAモスクワ | 73.941   |         |
| マルセイユ   | 68.735   |         |

| ポット3         | ポット3  | ポット3 |
| チーム          | ポイント |         |
| --------------- | -------- | ------- |
| ゼニト          | 60.441   |         |
| アヤックス      | 56.025   |         |
| レバークーゼン  | 54.887   |         |
| オリンピアコス  | 50.883   |         |
| マンチェスターC | 47.157   |         |
| リール          | 40.735   |         |
| バーゼル        | 39.980   |         |
| BATE            | 23.216   |         |

| ポット4              | ポット4  | ポット4 |
| チーム               | ポイント |         |
| -------------------- | -------- | ------- |
| ドルトムント         | 22.887   |         |
| ナポリ               | 21.110   |         |
| ディナモ・ザグレブ   | 20.224   |         |
| APOEL                | 13.124   |         |
| トラブゾンスポル     | 12.010   |         |
| ヘンク               | 8.400    |         |
| プルゼニ             | 5.170    |         |
| オツェルル・ガラツィ | 5.164    |         |

## 順位決定方法
各グループ内で2チーム以上が総勝点で並んだ場合、以下の順番で順位が決定される。
1. 直接対決の勝点
2. 直接対決の得失点差
3. 直接対決のアウェーゴール数
4. 総得失点差
5. 総得点
6. クラブ及び所属リーグの過去5年間のUEFA積算係数ポイント

## グループ
各グループでホーム・アンド・アウェー方式の総当たり戦を行い、各グループ上位2チームは決勝トーナメント1回戦に進出。3位チームはUEFAヨーロッパリーグ 2011-12の決勝トーナメントに出場し、そのうちの上位4チームはヨーロッパリーグの各グループ首位の12クラブと共にシードされる。
各節の日程は以下の通り。
- 第1節　　2011年9月13・14日
- 第2節　　2011年9月27・28日
- 第3節　　2011年10月18・19日
- 第4節　　2011年11月1・2日
- 第5節　　2011年11月22・23日
- 第6節　　2011年12月6・7日

| グループリーグ順位表の凡例                          |
| --------------------------------------------------- |
| 上位2チームは決勝トーナメント進出                   |
| 3位チームはUEFAヨーロッパリーグ決勝トーナメント進出 |

### グループA
| チーム          | 勝点 | 試合 | 勝 | 分 | 負 | 得 | 失 | 差  |
| --------------- | ---- | ---- | -- | -- | -- | -- | -- | --- |
| バイエルン      | 13   | 6    | 4  | 1  | 1  | 11 | 6  | +5  |
| ナポリ          | 11   | 6    | 3  | 2  | 1  | 10 | 6  | +4  |
| マンチェスターC | 10   | 6    | 3  | 1  | 2  | 9  | 6  | +3  |
| ビジャレアル    | 0    | 6    | 0  | 0  | 6  | 2  | 14 | -12 |

| 2011年9月14日 20:45 |

| マンチェスターC | 1 – 1    | ナポリ        |
| コラロヴ 74分   | レポート | カバーニ 69分 |

| シティ・オブ・マンチェスター、マンチェスター 観客数: 44,026 主審: ヨナス・エリクソン（スウェーデン） |

| 2011年9月14日 20:45 |

| ビジャレアル | 0 – 2    | バイエルン                       |
|              | レポート | クロース 7分 · ラフィーニャ 76分 |

| エル・マドリガル、ヴィラ＝レアル 観客数: 19,168 主審: ジュネイト･チャキル（トルコ） |

| 2011年9月27日 20:45 |

| バイエルン          | 2 – 0    | マンチェスターC |
| ゴメス 38分, 45+1分 | レポート |                 |

| フースバル・アレーナ・ミュンヘン、バイエルン 観客数: 66,000 主審: カッシャイ・ヴィクトル（ハンガリー） |

| 2011年9月27日 20:45 |

| ナポリ                               | 2 – 0    | ビジャレアル |
| ハムシーク 15分 · カバーニ 17分 (PK) | レポート |              |

| スタディオ・サン・パオロ、ナポリ 観客数: 46,747 主審: フランク・デ・ブリーカー（ベルギー） |

| 2011年10月18日 20:45 |

| ナポリ                       | 1 – 1    | バイエルン   |
| バトシュトゥバー 39分 (o.g.) | レポート | クロース 2分 |

| スタディオ・サン・パオロ、ナポリ 観客数: 60,074 主審: オレガリオ･ベンクエレンサ（ポルトガル） |

| 2011年10月18日 20:45 |

| マンチェスターC                          | 2 – 1    | ビジャレアル |
| マルチェナ 43分 (o.g.) · アグエロ 90+3分 | レポート | カニ 4分     |

| シティ・オブ・マンチェスター、マンチェスター 観客数: 43,326 主審: パベル･クラーロベツ（チェコ） |

| 2011年11月2日 20:45 |

| バイエルン              | 3 – 2    | ナポリ                    |
| ゴメス 17分, 23分, 42分 | レポート | フェルナンデス 45分, 79分 |

| フースバル・アレーナ・ミュンヘン、バイエルン 観客数: 66,000 主審: ビヨルン･カイペルス（オランダ） |

| 2011年11月2日 20:45 |

| ビジャレアル | 0 – 3    | マンチェスターC                                 |
|              | レポート | Y・トゥーレ 30分, 71分 · バロテッリ 45+3分 (PK) |

| エル・マドリガル、ヴィラ＝レアル 観客数: 19,358 主審: ペドロ･プロエンサ（ポルトガル） |

| 2011年11月22日 20:45 |

| ナポリ              | 2 – 1    | マンチェスターC |
| カバーニ 17分, 49分 | レポート | バロテッリ 33分 |

| スタディオ・サン・パオロ、ナポリ 観客数: 57,575 主審: ダミル・スコミナ（スロベニア） |

| 2011年11月22日 20:45 |

| バイエルン                       | 3 – 1    | ビジャレアル  |
| リベリー 3分, 69分 · ゴメス 24分 | レポート | グズマン 50分 |

| フースバル・アレーナ・ミュンヘン、バイエルン 観客数: 66,000 主審: マルクス･ストレームベリソン（スウェーデン） |

| 2011年12月7日 20:45 |

| マンチェスターC                | 2 – 0    | バイエルン |
| シルバ 36分 · Y・トゥーレ 52分 | レポート |            |

| シティ・オブ・マンチェスター、マンチェスター 観客数: 46,002 主審: ステファン・ラノワ（フランス） |

| 2011年12月7日 20:45 |

| ビジャレアル | 0 – 2    | ナポリ                          |
|              | レポート | インレル 65分 · ハムシーク 76分 |

| エル・マドリガル、ヴィラ＝レアル 観客数: 15,350 主審: スバイン･モーエン（ノルウェー） |

### グループB
| チーム           | 勝点 | 試合 | 勝 | 分 | 負 | 得 | 失 | 差 |
| ---------------- | ---- | ---- | -- | -- | -- | -- | -- | -- |
| インテル         | 10   | 6    | 3  | 1  | 2  | 8  | 7  | +1 |
| CSKAモスクワ     | 8    | 6    | 2  | 2  | 2  | 9  | 8  | +1 |
| トラブゾンスポル | 7    | 6    | 1  | 4  | 1  | 3  | 5  | -2 |
| リール           | 6    | 6    | 1  | 3  | 2  | 6  | 6  | 0  |

| 2011年9月14日 20:45 |

| リール                        | 2 – 2    | CSKAモスクワ          |
| ソウ 44分 · ペドレッティ 57分 | レポート | ドゥンビア 72分, 90分 |

| スタジアム・ノール・リール・メトロポール、リール 観客数: 15,274 主審: オレガリオ･ベンクエレンサ（ポルトガル） |

| 2011年9月14日 20:45 |

| インテル | 0 – 1    | トラブゾンスポル    |
|          | レポート | チェルーストカ 76分 |

| ジュゼッペ・メアッツァ、ミラノ 観客数: 24,444 主審: ステファン・ヨハネソン（スウェーデン） |

| 2011年9月27日 18:00 |

| CSKAモスクワ                  | 2 – 3    | インテル                                     |
| ジャゴエフ 45+3分 · ラヴ 77分 | レポート | ルシオ 6分 · パッツィーニ 23分 · サラテ 79分 |

| スタディオン・ルジニキ、モスクワ 観客数: 35,000 主審: クレイグ・トムソン（スコットランド） |

| 2011年9月27日 20:45 |

| トラブゾンスポル   | 1 – 1    | リール    |
| コルマン 75分 (PK) | レポート | ソウ 73分 |

| フセイン・アブニ・アケル・スタデュム、トラブゾン 観客数: 50,436 主審: ビヨルン･カイペルス（オランダ） |

| 2011年10月18日 18:00 |

| CSKAモスクワ                        | 3 – 0    | トラブゾンスポル |
| ドゥンビア 29分, 86分 · カウナ 76分 | レポート |                  |

| スタディオン・ルジニキ、モスクワ 観客数: 18,000 主審: ウィリアム・コルム（スコットランド） |

| 2011年10月18日 20:45 |

| リール | 0 – 1    | インテル          |
|        | レポート | パッツィーニ 21分 |

| スタジアム・ノール・リール・メトロポール、リール 観客数: 16,996 主審: ハワード･ウェブ（イングランド） |

| 2011年11月2日 20:45 |

| トラブゾンスポル | 0 – 0    | CSKAモスクワ |
|                  | レポート |              |

| フセイン・アブニ・アケル・スタデュム、トラブゾン 観客数: 19,516 主審: アルベルト・ウンディアーノ・マジェンコ（スペイン） |

| 2011年11月2日 20:45 |

| インテル                      | 2 – 1    | リール        |
| サムエル 18分 · ミリート 65分 | レポート | デ・メロ 83分 |

| ジュゼッペ・メアッツァ、ミラノ 観客数: 24,299 主審: ウォルフガング･シュタルク（ドイツ） |

| 2011年11月22日 18:00 |

| CSKAモスクワ | 0 – 2    | リール                               |
|              | レポート | ベレズツキー 13分 (o.g.) · ソウ 64分 |

| スタディオン・ルジニキ、モスクワ 観客数: 19,100 主審: パベル･クラーロベツ（チェコ） |

| 2011年11月22日 20:45 |

| トラブゾンスポル      | 1 – 1    | インテル        |
| アルトゥントップ 23分 | レポート | アルバレス 18分 |

| フセイン・アブニ・アケル・スタデュム、トラブゾン 観客数: 21,611 主審: マーティン･アトキンソン（イングランド） |

| 2011年12月7日 20:45 |

| リール | 0 – 0    | トラブゾンスポル |
|        | レポート |                  |

| スタジアム・ノール・リール・メトロポール、リール 観客数: 16,375 主審: ペドロ･プロエンサ（ポルトガル） |

| 2011年12月7日 20:45 |

| インテル          | 1 – 2    | CSKAモスクワ                        |
| カンビアッソ 51分 | レポート | ドゥンビア 50分 · ベレズツキー 86分 |

| ジュゼッペ・メアッツァ、ミラノ 観客数: 23,295 主審: ダビド･フェルナンデス･ボルバラン（スペイン） |

### グループC
| チーム               | 勝点 | 試合 | 勝 | 分 | 負 | 得 | 失 | 差 |
| -------------------- | ---- | ---- | -- | -- | -- | -- | -- | -- |
| ベンフィカ           | 12   | 6    | 3  | 3  | 0  | 8  | 4  | +4 |
| バーゼル             | 11   | 6    | 3  | 2  | 1  | 11 | 10 | +1 |
| マンチェスターU      | 9    | 6    | 2  | 3  | 1  | 11 | 8  | +3 |
| オツェルル・ガラツィ | 0    | 6    | 0  | 0  | 6  | 3  | 11 | -8 |

| 2011年9月14日 20:45 |

| バーゼル                             | 2 – 1    | オツェルル・ガラツィ |
| F・フライ 39分 · A・フライ 84分 (PK) | レポート | ペナ 58分            |

| ザンクト・ヤコブ・パルク、バーゼル 観客数: 30,126 主審: ウィリアム･コルム（スコットランド） |

| 2011年9月14日 20:45 |

| ベンフィカ    | 1 – 1    | マンチェスターU |
| カルドソ 24分 | レポート | ギグス 42分     |

| エスタディオ・ダ・SLベンフィカ、リスボン 観客数: 63,822 主審: ダミル・スコミナ（スロベニア） |

| 2011年9月27日 20:45 |

| マンチェスターU                       | 3 – 3    | バーゼル                                   |
| ウェルベック 16分, 17分 · ヤング 90分 | レポート | F・フライ 58分 · A・フライ 60分, 76分 (PK) |

| オールド・トラッフォード、マンチェスター 観客数: 73,115 主審: パオロ･タリャベント（イタリア） |

| 2011年9月27日 20:45 |

| オツェルル・ガラツィ | 0 – 1    | ベンフィカ            |
|                      | レポート | ブルーノ・セザル 40分 |

| スタディオヌル・ナツィオナル、ブカレスト 観客数: 6,824 主審: ダビド･フェルナンデス･ボルバラン（スペイン） |

| 2011年10月18日 20:45 |

| オツェルル・ガラツィ | 0 – 2    | マンチェスターU          |
|                      | レポート | ルーニー 64分 (PK), PK分 |

| スタディオヌル・ナツィオナル、ブカレスト 観客数: 28,047 主審: フェリックス・ブリッヒ（ドイツ） |

| 2011年10月18日 20:45 |

| バーゼル | 0 – 2    | ベンフィカ                            |
|          | レポート | ブルーノ・セザル 20分 · カルドソ 75分 |

| ザンクト・ヤコブ・パルク、バーゼル 観客数: 35,831 主審: カッシャイ・ヴィクトル（ハンガリー） |

| 2011年11月2日 20:45 |

| マンチェスターU                     | 2 – 0    | オツェルル・ガラツィ |
| バレンシア 8分 · サルギ 88分 (o.g.) | レポート |                      |

| オールド・トラッフォード、マンチェスター 観客数: 74,847 主審: マリヨ･ストラホニャ（クロアチア） |

| 2011年11月2日 20:45 |

| ベンフィカ   | 1 – 1    | バーゼル      |
| ロドリゴ 4分 | レポート | フッケル 64分 |

| エスタディオ・ダ・SLベンフィカ、リスボン 観客数: 39,270 主審: カルロス･ベラスコ･カルバジョ（スペイン） |

| 2011年11月22日 20:45 |

| オツェルル・ガラツィ            | 2 – 3    | バーゼル                                            |
| ギュルギュ 75分 · アンタル 81分 | レポート | F・フライ 10分 · A・フライ 14分 · シュトレラー 37分 |

| スタディオヌル・ナツィオナル、ブカレスト 観客数: 5,787 主審: トム・ハラル・ハゲン（ノルウェー） |

| 2011年11月22日 20:45 |

| マンチェスターU                     | 2 – 2    | ベンフィカ                              |
| ベルバトフ 30分 · フレッチャー 69分 | レポート | ジョーンズ 3分 (o.g.) · アイマール 61分 |

| オールド・トラッフォード、マンチェスター 観客数: 74,873 主審: ジュネイト･チャキル（トルコ） |

| 2011年12月7日 20:45 |

| バーゼル                          | 2 – 1    | マンチェスターU |
| シュトレラー 9分 · A・フライ 84分 | レポート | ジョーンズ 89分 |

| ザンクト・ヤコブ・パルク、バーゼル 観客数: 36,000 主審: ビヨルン･カイペルス（オランダ） |

| 2011年12月7日 20:45 |

| ベンフィカ    | 1 – 0    | オツェルル・ガラツィ |
| カルドソ 79分 | レポート |                      |

| エスタディオ・ダ・SLベンフィカ、リスボン 観客数: 35,155 主審: マヌエル･グラエフェ（ドイツ） |

### グループD
| チーム             | 勝点 | 試合 | 勝 | 分 | 負 | 得 | 失 | 差  |
| ------------------ | ---- | ---- | -- | -- | -- | -- | -- | --- |
| レアル・マドリード | 18   | 6    | 6  | 0  | 0  | 19 | 2  | +17 |
| リヨン             | 8    | 6    | 2  | 2  | 2  | 9  | 7  | +2  |
| アヤックス         | 8    | 6    | 2  | 2  | 2  | 6  | 6  | 0   |
| ディナモ・ザグレブ | 0    | 6    | 0  | 0  | 6  | 3  | 22 | -19 |

| 2011年9月14日 20:45 |

| ディナモ・ザグレブ | 0 – 1    | レアル・マドリード |
|                    | レポート | ディ・マリア 53分  |

| スタディオン・マクシミール、ザグレブ 観客数: 27,055 主審: スバイン･モーエン（ノルウェー） |

| 2011年9月14日 20:45 |

| アヤックス | 0 – 0    | リヨン |
|            | レポート |        |

| アムステルダム・アレナ、アムステルダム 観客数: 49,504 主審: ウォルフガング･シュタルク（ドイツ） |

| 2011年9月27日 18:30 |

| リヨン                  | 2 – 0    | ディナモ・ザグレブ |
| ゴミス 23分 · コネ 42分 | レポート |                    |

| スタッド・ジェルラン、リヨン 観客数: 34,432 主審: パベル･クラーロベツ（チェコ） |

| 2011年9月27日 20:45 |

| レアル・マドリード                                            | 3 – 0    | アヤックス |
| クリスティアーノ・ロナウド 25分 · カカー 41分 · ベンゼマ 49分 | レポート |            |

| サンティアゴ・ベルナベウ、マドリード 観客数: 70,320 主審: マーク･クラッテンバーグ（イングランド） |

| 2011年10月18日 20:45 |

| レアル・マドリード                                                         | 4 – 0    | リヨン |
| ベンゼマ 19分 · ケディラ 47分 · ロリス 55分 (o.g.) · セルヒオ・ラモス 81分 | レポート |        |

| サンティアゴ・ベルナベウ、マドリード 観客数: 70,028 主審: ジュネイト･チャキル（トルコ） |

| 2011年10月18日 20:45 |

| ディナモ・ザグレブ | 0 – 2    | アヤックス                          |
|                    | レポート | ブーリフター 49分 · エリクセン 90分 |

| スタディオン・マクシミール、ザグレブ 観客数: 25,714 主審: マヌエル･グラエフェ（ドイツ） |

| 2011年11月2日 20:45 |

| リヨン | 0 – 2    | レアル・マドリード                         |
|        | レポート | クリスティアーノ・ロナウド 24分, 69分 (PK) |

| スタッド・ジェルラン、リヨン 観客数: 40,099 主審: ニコラ・リツォーリ（イタリア） |

| 2011年11月2日 20:45 |

| アヤックス                                                                        | 4 – 0    | ディナモ・ザグレブ |
| ファン・デル・ヴィール 20分 · スレイマニ 25分 · デ・ヨング 65分 · ロデイロ 90+2分 | レポート |                    |

| アムステルダム・アレナ、アムステルダム 観客数: 49,707 主審: マーティン･アトキンソン（イングランド） |

| 2011年11月22日 20:45 |

| レアル・マドリード                                                       | 6 – 2    | ディナモ・ザグレブ              |
| ベンゼマ 2分, 66分 · カジェホン 6分, 49分 · イグアイン 9分 · エジル 20分 | レポート | ベチライ 81分 · トメチャク 90分 |

| サンティアゴ・ベルナベウ、マドリード 観客数: 65,415 主審: アラン・ケリー（アイルランド） |

| 2011年11月22日 20:45 |

| リヨン | 0 – 0    | アヤックス |
|        | レポート |            |

| スタッド・ジェルラン、リヨン 観客数: 35,070 主審: ヨナス・エリクソン（スウェーデン） |

| 2011年12月7日 20:45 |

| ディナモ・ザグレブ | 1 – 7    | リヨン                                                                          |
| コヴァチッチ 40分  | レポート | ゴミス 45分, 48分, 52分, 70分 · ゴナロン 47分 · リサンドロ 64分 · ブリアン 75分 |

| スタディオン・マクシミール、ザグレブ 観客数: 16,457 主審: マーク･クラッテンバーグ（イングランド） |

| 2011年12月7日 20:45 |

| アヤックス | 0 – 3    | レアル・マドリード                        |
|            | レポート | カジェホン 14分, 90+2分 · イグアイン 41分 |

| アムステルダム・アレナ、アムステルダム 観客数: 51,557 主審: マヌエル・デ・ソウザ（ポルトガル） |

### グループE
| チーム         | 勝点 | 試合 | 勝 | 分 | 負 | 得 | 失 | 差  |
| -------------- | ---- | ---- | -- | -- | -- | -- | -- | --- |
| チェルシー     | 11   | 6    | 3  | 2  | 1  | 13 | 4  | +9  |
| レバークーゼン | 10   | 6    | 3  | 1  | 2  | 8  | 8  | 0   |
| バレンシア     | 8    | 6    | 2  | 2  | 2  | 12 | 7  | +5  |
| ヘンク         | 3    | 6    | 0  | 3  | 3  | 2  | 16 | -14 |

| 2011年9月13日 20:45 |

| チェルシー                          | 2 – 0    | レバークーゼン |
| ダヴィド・ルイス 67分 · マタ 90+2分 | レポート |                |

| スタンフォード・ブリッジ、ロンドン 観客数: 33,820 主審: ステファン・ラノワ（フランス） |

| 2011年9月13日 20:45 |

| ヘンク | 0 – 0    | バレンシア |
|        | レポート |            |

| KRCゲンク・アレナ、ヘンク 観客数: 20,248 主審: トーマス・アインバーラー（オーストリア） |

| 2011年9月28日 20:45 |

| バレンシア           | 1 – 1    | チェルシー      |
| ソルダード 87分 (PK) | レポート | ランパード 56分 |

| メスタージャ、バレンシア 観客数: 33,791 主審: ニコラ・リツォーリ（イタリア） |

| 2011年9月28日 20:45 |

| レバークーゼン                  | 2 – 0    | ヘンク |
| ベンダー 30分 · バラック 90+1分 | レポート |        |

| バイ・アレーナ、レバークーゼン 観客数: 25,138 主審: アラン・ケリー（アイルランド） |

| 2011年10月19日 20:45 |

| レバークーゼン              | 2 – 1    | バレンシア    |
| シュールレ 52分 · サム 56分 | レポート | ジョナス 24分 |

| バイ・アレーナ、レバークーゼン 観客数: 26,384 主審: クレイグ・トムソン（スコットランド） |

| 2011年10月19日 20:45 |

| チェルシー                                                                 | 5 – 0    | ヘンク |
| メイレレス 8分 · トーレス 11分, 27分 · イヴァノヴィッチ 42分 · カルー 72分 | レポート |        |

| スタンフォード・ブリッジ、ロンドン 観客数: 38,518 主審: アレクセイ･ニコラエフ（ロシア） |

| 2011年11月1日 20:45 |

| バレンシア                                 | 3 – 1    | レバークーゼン    |
| ジョナス 1分 · ソルダード 65分 · ラミ 75分 | レポート | キースリンク 31分 |

| メスタージャ、バレンシア 観客数: 37,047 主審: ヨナス・エリクソン（スウェーデン） |

| 2011年11月1日 20:45 |

| ヘンク        | 1 – 1    | チェルシー    |
| ヴォセン 61分 | レポート | ラミレス 26分 |

| KRCゲンク・アレナ、ヘンク 観客数: 22,584 主審: スバイン･モーエン（ノルウェー） |

| 2011年11月23日 20:45 |

| レバークーゼン                        | 2 – 1    | チェルシー    |
| デルディヨク 73分 · フリードリヒ 90分 | レポート | ドログバ 48分 |

| バイ・アレーナ、レバークーゼン 観客数: 29,285 主審: カッシャイ・ヴィクトル（ハンガリー） |

| 2011年11月23日 20:45 |

| バレンシア                                                                                | 7 – 0    | ヘンク |
| ジョナス 10分 · ソルダード 13分, 36分, 39分 · パブロ 68分 · アドゥリス 70分 · コスタ 81分 | レポート |        |

| メスタージャ、バレンシア 観客数: 35,086 主審: トニー･シャプロン（フランス） |

| 2011年12月6日 20:45 |

| チェルシー                         | 3 – 0    | バレンシア |
| ドログバ 3分, 76分 · ラミレス 22分 | レポート |            |

| スタンフォード・ブリッジ、ロンドン 観客数: 41,109 主審: エンリコ・ロッキ（イタリア） |

| 2011年12月6日 20:45 |

| ヘンク        | 1 – 1    | レバークーゼン    |
| ヴォセン 30分 | レポート | デルディヨク 79分 |

| KRCゲンク・アレナ、ヘンク 観客数: 21,187 主審: パオロ･タリャベント（イタリア） |

### グループF
| チーム         | 勝点 | 試合 | 勝 | 分 | 負 | 得 | 失 | 差 |
| -------------- | ---- | ---- | -- | -- | -- | -- | -- | -- |
| アーセナル     | 11   | 6    | 3  | 2  | 1  | 7  | 6  | +1 |
| マルセイユ     | 10   | 6    | 3  | 1  | 2  | 7  | 4  | +3 |
| オリンピアコス | 9    | 6    | 3  | 0  | 3  | 8  | 6  | +2 |
| ドルトムント   | 4    | 6    | 1  | 1  | 4  | 6  | 12 | -6 |

| 2011年9月13日 20:45 |

| オリンピアコス | 0 – 1    | マルセイユ  |
|                | レポート | ルチョ 51分 |

| スタディオ・ヨルギオス・カライスカキス、ピレウス 観客数: 30,040 主審: ペドロ･プロエンサ（ポルトガル） |

| 2011年9月13日 20:45 |

| ドルトムント    | 1 – 1    | アーセナル          |
| ペリシッチ 88分 | レポート | ファン・ペルシ 42分 |

| BVBシュタディオン・ドルトムント、ドルトムント 観客数: 65,590 主審: エンリコ・ロッキ（イタリア） |

| 2011年9月28日 18:30 |

| アーセナル                       | 2 – 1    | オリンピアコス |
| チェンバレン 8分 · サントス 20分 | レポート | フステル 27分  |

| アーセナル・スタジアム、ロンドン 観客数: 59,676 主審: カルロス･ベラスコ･カルバジョ（スペイン） |

| 2011年9月28日 20:45 |

| マルセイユ                             | 3 – 0    | ドルトムント |
| アイェウ 20分, 69分 (PK) · レミー 62分 | レポート |              |

| ヴェロドローム、マルセイユ 観客数: 26,142 主審: ヨナス・エリクソン（スウェーデン） |

| 2011年10月19日 18:30 |

| マルセイユ | 0 – 1    | アーセナル      |
|            | レポート | ラムジー 90+2分 |

| ヴェロドローム、マルセイユ 観客数: 32,258 主審: ダミル・スコミナ（スロベニア） |

| 2011年10月19日 20:45 |

| オリンピアコス                                 | 3 – 1    | ドルトムント          |
| ホレバス 8分 · ジェブール 40分 · モデスト 78分 | レポート | レヴァンドフスキ 26分 |

| スタディオ・ヨルギオス・カライスカキス、ピレウス 観客数: 29,638 主審: バス・ナイファイス（オランダ） |

| 2011年11月1日 20:45 |

| アーセナル | 0 – 0    | マルセイユ |
|            | レポート |            |

| アーセナル・スタジアム、ロンドン 観客数: 59,961 主審: パオロ･タリャベント（イタリア） |

| 2011年11月1日 20:45 |

| ドルトムント       | 1 – 0    | オリンピアコス |
| グロスクロイツ 7分 | レポート |                |

| BVBシュタディオン・ドルトムント、ドルトムント 観客数: 65,590 主審: ウラジスラフ・ベズボロドフ（ロシア） |

| 2011年11月23日 18:30 |

| マルセイユ | 0 – 1    | オリンピアコス            |
|            | レポート | フェトファツィディス 82分 |

| ヴェロドローム、マルセイユ 観客数: 25,392 主審: ニコラ・リツォーリ（イタリア） |

| 2011年11月23日 20:45 |

| アーセナル                | 2 – 1    | ドルトムント    |
| ファン・ペルシ 49分, 86分 | レポート | 香川真司 90+2分 |

| アーセナル・スタジアム、ロンドン 観客数: 59,531 主審: フランク・デ・ブリーカー（ベルギー） |

| 2011年12月6日 20:45 |

| オリンピアコス                                  | 3 – 1    | アーセナル    |
| ジェブール 16分 · フステル 36分 · モデスト 89分 | レポート | ベナユン 57分 |

| スタディオ・ヨルギオス・カライスカキス、ピレウス 観客数: 30,816 主審: アルベルト・ウンディアーノ・マジェンコ（スペイン） |

| 2011年12月6日 20:45 |

| ドルトムント                                 | 2 – 3    | マルセイユ                                        |
| ブワシュチコフスキ 23分 · フメルス 32分 (PK) | レポート | レミー 45+4分 · アイェウ 85分 · ヴァルブエナ 87分 |

| BVBシュタディオン・ドルトムント、ドルトムント 観客数: 65,000 主審: ハワード･ウェブ（イングランド） |

### グループG
| チーム       | 勝点 | 試合 | 勝 | 分 | 負 | 得 | 失 | 差 |
| ------------ | ---- | ---- | -- | -- | -- | -- | -- | -- |
| APOEL        | 9    | 6    | 2  | 3  | 1  | 6  | 6  | 0  |
| ゼニト       | 9    | 6    | 2  | 3  | 1  | 7  | 5  | +2 |
| ポルト       | 8    | 6    | 2  | 2  | 2  | 7  | 7  | 0  |
| シャフタール | 5    | 6    | 1  | 2  | 3  | 6  | 8  | -2 |

| 2011年9月13日 20:45 |

| ポルト                      | 2 – 1    | シャフタール              |
| フッキ 28分 · クレーベ 51分 | レポート | ルイス・アドリアーノ 12分 |

| エスタディオ・ド・ドラゴン、ポルト 観客数: 36,612 主審: フェリックス・ブリッヒ（ドイツ） |

| 2011年9月13日 20:45 |

| APOEL                             | 2 – 1    | ゼニト          |
| マンドゥカ 73分 · アイウトン 75分 | レポート | ジリャノフ 63分 |

| GSPスタジアム、ニコシア 観客数: 21,269 主審: エドゥアルド・イトゥラルデ・ゴンサレス（スペイン） |

| 2011年9月28日 18:00 |

| ゼニト                            | 3 – 1    | ポルト             |
| シロコフ 20分, 63分 · ダニー 72分 | レポート | J・ロドリゲス 10分 |

| スタディオン・ペトロフスキー、サンクトペテルブルク 観客数: 21,405 主審: ハワード･ウェブ（イングランド） |

| 2011年9月28日 20:45 |

| シャフタール    | 1 – 1    | APOEL               |
| ジャジソン 64分 | レポート | トリチコフスキ 61分 |

| ドンバス・アリーナ、ドネツィク 観客数: 47,014 主審: ロベルト･シェルゲンホファー（オーストリア） |

| 2011年10月19日 20:45 |

| シャフタール                                  | 2 – 1    | ゼニト                            |
| ウィリアン 15分 · ルイス・アドリアーノ 45+1分 | レポート | シロコフ 33分 · ファイズリン 60分 |

| ドンバス・アリーナ、ドネツィク 観客数: 51,383 主審: フランク・デ・ブリーカー（ベルギー） |

| 2011年10月19日 20:45 |

| ポルト      | 1 – 1    | APOEL           |
| フッキ 13分 | レポート | アイウトン 19分 |

| エスタディオ・ド・ドラゴン、ポルト 観客数: 32,512 主審: アントニー･ゴティエール（フランス） |

| 2011年11月1日 18:00 |

| ゼニト            | 1 – 0    | シャフタール |
| ロンバーツ 45+1分 | レポート |              |

| スタディオン・ペトロフスキー、サンクトペテルブルク 観客数: 21,405 主審: ステファン・ラノワ（フランス） |

| 2011年11月1日 20:45 |

| APOEL                                  | 2 – 1    | ポルト           |
| アイウトン 42分 (PK) · マンドゥカ 90分 | レポート | フッキ 89分 (PK) |

| GSPスタジアム、ニコシア 観客数: 22,301 主審: エンリコ・ロッキ（イタリア） |

| 2011年11月23日 18:00 |

| ゼニト | 0 – 0    | APOEL |
|        | レポート |       |

| スタディオン・ペトロフスキー、サンクトペテルブルク 観客数: 21,500 主審: フェリックス・ブリッヒ（ドイツ） |

| 2011年11月23日 20:45 |

| シャフタール | 0 – 2    | ポルト                           |
|              | レポート | フッキ 79分 · ラツ 90+2分 (o.g.) |

| ドンバス・アリーナ、ドネツィク 観客数: 42,565 主審: クレイグ・トムソン（スコットランド） |

| 2011年12月6日 20:45 |

| ポルト | 0 – 0    | ゼニト |
|        | レポート |        |

| エスタディオ・ド・ドラゴン、ポルト 観客数: 46,512 主審: カルロス･ベラスコ･カルバジョ（スペイン） |

| 2011年12月6日 20:45 |

| APOEL | 0 – 2    | シャフタール                                  |
|       | レポート | ルイス・アドリアーノ 62分 · セレズニョウ 78分 |

| GSPスタジアム、ニコシア 観客数: 22,537 主審: オビディウ・アリン・ハテガン（ルーマニア） |

### グループH
| チーム     | 勝点 | 試合 | 勝 | 分 | 負 | 得 | 失 | 差  |
| ---------- | ---- | ---- | -- | -- | -- | -- | -- | --- |
| バルセロナ | 16   | 6    | 5  | 1  | 0  | 20 | 4  | +16 |
| ミラン     | 9    | 6    | 2  | 3  | 1  | 11 | 8  | +3  |
| プルゼニ   | 5    | 6    | 1  | 2  | 3  | 4  | 11 | -7  |
| BATE       | 2    | 6    | 0  | 2  | 4  | 2  | 14 | -12 |

| 2011年9月13日 20:45 |

| バルセロナ                | 2 – 2    | ミラン                             |
| ペドロ 36分 · ビジャ 50分 | レポート | パト 1分 · チアゴ・シウヴァ 90+2分 |

| カンプ・ノウ、バルセロナ 観客数: 89,861 主審: マーティン･アトキンソン（イングランド） |

| 2011年9月13日 20:45 |

| プルゼニ        | 1 – 1    | BATE            |
| バコシュ 45+1分 | レポート | ブレッサン 69分 |

| エデン、プラハ 観客数: 19,541 主審: ローラン・デュアメル（フランス） |

| 2011年9月28日 20:45 |

| BATE | 0 – 5    | バルセロナ                                                           |
|      | レポート | ボロジコ 19分 (o.g.) · ペドロ 22分 · メッシ 38分, 56分 · ビジャ 90分 |

| ディナモ・スタジアム、ミンスク 観客数: 29,555 主審: マヌエル･グラエフェ（ドイツ） |

| 2011年9月28日 20:45 |

| ミラン                                       | 2 – 0    | プルゼニ |
| イブラヒモビッチ 53分 (PK) · カッサーノ 66分 | レポート |          |

| ジュゼッペ・メアッツァ、ミラノ 観客数: 66,859 主審: フロリアン・マイアー（ドイツ） |

| 2011年10月19日 20:45 |

| ミラン                                  | 2 – 0    | BATE |
| イブラヒモビッチ 33分 · ボアテング 70分 | レポート |      |

| ジュゼッペ・メアッツァ、ミラノ 観客数: 66,040 主審: トム・ハラル・ハゲン（ノルウェー） |

| 2011年11月1日 18:00 |

| BATE                 | 1 – 1    | ミラン                |
| ブレッサン 55分 (PK) | レポート | イブラヒモビッチ 22分 |

| ディナモ・スタジアム、ミンスク 観客数: 29,100 主審: ペーター・ラスムセン（デンマーク） |

| 2011年11月1日 20:45 |

| プルゼニ | 0 – 4    | バルセロナ                           |
|          | レポート | メッシ 24分 (PK) · ファブレガス 72分 |

| エデン、プラハ 観客数: 20,145 主審: ロベルト･シェルゲンホファー（オーストリア） |

| 2011年11月23日 19:00 |

| BATE | 0 – 1    | プルゼニ      |
|      | レポート | バコシュ 42分 |

| ディナモ・スタジアム、ミンスク 観客数: 26,520 主審: ケビン･B･R･ブロム（オランダ） |

| 2011年11月23日 20:45 |

| ミラン                                  | 2 – 3    | バルセロナ                                                                |
| イブラヒモビッチ 20分 · ボアテング 54分 | レポート | ファン・ボメル 14分 (o.g.) · メッシ 31分 (PK) · シャビ・エルナンデス 63分 |

| ジュゼッペ・メアッツァ、ミラノ 観客数: 78,927 主審: ウォルフガング･シュタルク（ドイツ） |

| 2011年12月6日 20:45 |

| バルセロナ                                             | 4 – 0    | BATE |
| ロベルト 35分 · モントヤ 60分 · ペドロ 63分, 89分 (PK) | レポート |      |

| カンプ・ノウ、バルセロナ 観客数: 37,374 主審: ウィリアム･コルム（スコットランド） |

| 2011年12月6日 20:45 |

| プルゼニ                            | 2 – 2    | ミラン                      |
| ビストロニ 89分 · ジュリシュ 90+3分 | レポート | パト 47分 · ロビーニョ 49分 |

| エデン、プラハ 観客数: 19,854 主審: ヴァド・イシュトヴァーン（ハンガリー） |